# Aiteng
Aiteng is een geslacht van weekdieren uit de klasse van de Gastropoda (slakken).

## Soorten
- Aiteng ater Swennen & Buatip, 2009
- Aiteng marefugitus Kano, Neusser, Fukumori, Jörger & Schrödl, 2015
- Aiteng mysticus Neusser, Fukuda, Jörger, Kano & Schrödl, 2011